# Alfredo Pizzoni
Alfredo Pizzoni (20 de enero de 1894 - 3 de enero de 1958) fue un banquero y político italiano presidente del  Comité de Liberación Nacional de la Alta Italia (CNLAI) durante las últimas etapas de la  Segunda Guerra Mundial. 

## Biografía
Pizzoni nació en Cremona y estudió en Londres, Oxford y Pavía. 
Durante la Primera Guerra Mundial luchó como un oficial Bersaglieri, recibiendo una medalla de plata al mérito militar.
Más tarde trabajó como banquero para el Credito Italiano. Tras el ascenso del régimen fascista, se convirtió en miembro del movimiento Giustizia e Libertà. 
Durante la Segunda Guerra Mundial luchó de nuevo en el cuerpo de los Bersaglieri, recibiendo otra medalla antes de volver a casa debido a problemas de salud en 1942.
Fue elegido presidente del Comité de Liberación Nacional de Lombardía tras el armisticio del 8 de septiembre de 1943. Sustituido por Rodolfo Morandi el 27 de abril de 1945, Pizzoni volvió a su trabajo como banquero. Más tarde fue nombrado presidente del Credito Italiano.
Murió en Milán en 1958.